# Manlleu (kommunhuvudort)
Manlleu är en kommunhuvudort i Spanien.   Den ligger i provinsen Província de Barcelona och regionen Katalonien, i den östra delen av landet, 500 km öster om huvudstaden Madrid. Manlleu ligger 461 meter över havet och antalet invånare är 20 647.
Terrängen runt Manlleu är kuperad norrut, men söderut är den platt. Manlleu ligger nere i en dal.Runt Manlleu är det ganska glesbefolkat, med 48 invånare per kvadratkilometer. Närmaste större samhälle är Vic, 8,4 km söder om Manlleu. Trakten runt Manlleu består till största delen av jordbruksmark.